# Bubenka Jónás
Bubenka Jónás (17. század) evangélikus tanár, fametsző, a 17. század legjelesebb magyar művészeinek egyike.

## Élete
A Bubenka-család eredetével Bartholomaeides László foglalkozott Gömör vármegyéről és Csetnekról szóló s 1799-ben megjelent két monográfiájában. Ebben ismertette az egész Bubenkius-család leszármazását és családfáját. Bunenkius Jónás latinosított neve Bubenkának hangzott (bubenka dobocskát jelentett). 
Bubenka Jónás apja a nagyszlabosi, később ochtinai ágost. h. evangélikus lelkész volt. A család eredetileg a magyar nemesi Dobos-családból származott, de mint sok más evangélikus tót falvakban állomásozó lelkész, szlávra fordított nevet használtak. Bubenka Jónás eredetileg Eperjesen kántor, majd Lőcse város iskolájának rektora.

## Fő műve, az Orbis Pictus fametszetei
Comenius Amos Lőcsén 1679-ben megjelent Orbis Pictusát ő díszítette pontos rajzú s szép kivitelű fametszetekkel. Az Orbis Pictusban 152 db fametszet található. Az Orbis Pictus 68-ik képe alatt - amely a képírás mesterségéről szólt - a mester aláírta nevét is: "Sculpsit Jónás Bubenkius Leitschoviae 1679." Ez a képírás mesterségéről szóló metszeten Bubenkát látjuk családja körében. Az Orbis Pictus első és utolsó képe ugyanaz, egy tisztes külsejű, mentés magyar embert ábrázol, amint egy szintén magyar öltözetű és süvegét megemelő fiút tanít a szabad ég alatt a "látható világ" tárgyainak ismeretére, a kép hátterében pedig Lőcse tornyai látszanak.
A fametszetek nem pusztán illusztrációk voltak az Orbis Pictusban. Comenius előszavában azt írta, a képek a természettudományos gondolkodás és a művészeti nevelés céljára szolgáltak: "Adják azt a gyermek kezébe, hogy gyönyörködtessék magukat a képeknek megszemlélésével . . . hogy semmit ne lássanak, a mit meg nem tudnának nevezni és semmit ne nevezzenek, a mit meg nem tudnának mutatni. (…) Engedjék meg nékik azt is, hogy a maguk kezével utánna leírhassák a képeket, ha vagyon arra való kedvek; sőt ha nem volna is, szerezni kell nékik; először, hogy a dolgokra reá figyelmezni és azokrul elmélkedni szokjanak; azután hogy eszekbe vegyék a résznek egymásközött való egyenlőségeket és illendőségeket; végtére azért is, hogy a kezek gyakorlott és gyors légyen, az mely dolog sokat használ". Az Orbis Pictus megjelenése évében még két újabb kiadást is elért. Budenka Jónás fametszetei előképéül szolgáltak a könyv nürnbergi kiadásához.

## Nyomtatásban megjelent könyvei
- Auserlesene geist- und trostreiche Jesuslieder. Leutschau, 1683.
- Arithmeticae vulgaris nucleus. Uo. 1689.
- Gloriam virtutis Mariasianae Comitem panegyrico miratus est. Uo. 1689. (Névtelenűl.)